# Ophiorrhiza ripicola
Ophiorrhiza ripicola är en måreväxtart som beskrevs av William Grant Craib. Ophiorrhiza ripicola ingår i släktet Ophiorrhiza och familjen måreväxter.
Artens utbredningsområde är Thailand. Inga underarter finns listade i Catalogue of Life.